# Skilanglauf-Scandinavian-Cup 2021/22
Der Skilanglauf-Scandinavian-Cup 2021/22 war eine von der FIS organisierte Wettkampfserie, die zum Unterbau des Skilanglauf-Weltcups 2021/22 gehörte. Sie begann am 10. Dezember 2021 in Beitostølen und endete am 20. März 2022 in Akureyri. Die Gesamtwertung der Männer gewann Mattis Stenshagen. Bei den Frauen wurde Marte Skaanes Erste in der Gesamtwertung.

## Männer

### Resultate
| 1. Scandinavian Cup in Beitostølen, 10. bis 12. Dezember 2021 | 1. Scandinavian Cup in Beitostølen, 10. bis 12. Dezember 2021 | 1. Scandinavian Cup in Beitostølen, 10. bis 12. Dezember 2021 | 1. Scandinavian Cup in Beitostølen, 10. bis 12. Dezember 2021 | 1. Scandinavian Cup in Beitostølen, 10. bis 12. Dezember 2021 |
| ------------------------------------------------------------- | ------------------------------------------------------------- | ------------------------------------------------------------- | ------------------------------------------------------------- | ------------------------------------------------------------- |
| Datum                                                         | Disziplin                                                     | Erster Platz                                                  | Zweiter Platz                                                 | Dritter Platz                                                 |
| 10. Dezember 2021                                             | 15 km klassisch                                               | Didrik Tønseth                                                | Ole Jørgen Bruvoll                                            | Vebjørn Turtveit                                              |
| 11. Dezember 2021                                             | Sprint klassisch                                              | Aron Åkre Rysstad                                             | Lars Agnar Hjelmeset                                          | Håkon Skaanes                                                 |
| 12. Dezember 2021                                             | 15 km Freistil                                                | Didrik Tønseth                                                | Martin Kirkeberg Mørk                                         | Vebjørn Turtveit                                              |

| 2. Scandinavian Cup in Falun, 7. bis 9. Januar 2022 | 2. Scandinavian Cup in Falun, 7. bis 9. Januar 2022 | 2. Scandinavian Cup in Falun, 7. bis 9. Januar 2022 | 2. Scandinavian Cup in Falun, 7. bis 9. Januar 2022 | 2. Scandinavian Cup in Falun, 7. bis 9. Januar 2022 |
| --------------------------------------------------- | --------------------------------------------------- | --------------------------------------------------- | --------------------------------------------------- | --------------------------------------------------- |
| Datum                                               | Disziplin                                           | Erster Platz                                        | Zweiter Platz                                       | Dritter Platz                                       |
| 7. Januar 2022                                      | Sprint Freistil                                     | Karl-Johan Westberg                                 | Håvard Solås Taugbøl                                | Finn Hågen Krogh                                    |
| 8. Januar 2022                                      | 15 km klassisch                                     | William Poromaa                                     | Mikael Gunnulfsen                                   | Johan Häggström                                     |
| 9. Januar 2022                                      | 15 km Freistil                                      | William Poromaa                                     | Andreas Fjorden Ree                                 | Magne Haga                                          |

| 3. Scandinavian Cup in Otepää, 11. bis 13. Februar 2022 | 3. Scandinavian Cup in Otepää, 11. bis 13. Februar 2022 | 3. Scandinavian Cup in Otepää, 11. bis 13. Februar 2022 | 3. Scandinavian Cup in Otepää, 11. bis 13. Februar 2022 | 3. Scandinavian Cup in Otepää, 11. bis 13. Februar 2022 |
| ------------------------------------------------------- | ------------------------------------------------------- | ------------------------------------------------------- | ------------------------------------------------------- | ------------------------------------------------------- |
| Datum                                                   | Disziplin                                               | Erster Platz                                            | Zweiter Platz                                           | Dritter Platz                                           |
| 11. Februar 2022                                        | Sprint Freistil                                         | Even Northug                                            | Sindre Bjørnestad Skar                                  | Pål Trøan Aune                                          |
| 12. Februar 2022                                        | 30 km klassisch                                         | Mattis Stenshagen                                       | Eirik Mysen                                             | Harald Østberg Amundsen                                 |
| 13. Februar 2022                                        | 15 km klassisch                                         | Harald Østberg Amundsen                                 | Jonas Eriksson                                          | Erland Kvisle                                           |

| 4. Scandinavian Cup in Akureyri, 19. und 20. März 2022 | 4. Scandinavian Cup in Akureyri, 19. und 20. März 2022 | 4. Scandinavian Cup in Akureyri, 19. und 20. März 2022 | 4. Scandinavian Cup in Akureyri, 19. und 20. März 2022 | 4. Scandinavian Cup in Akureyri, 19. und 20. März 2022 |
| ------------------------------------------------------ | ------------------------------------------------------ | ------------------------------------------------------ | ------------------------------------------------------ | ------------------------------------------------------ |
| Datum                                                  | Disziplin                                              | Erster Platz                                           | Zweiter Platz                                          | Dritter Platz                                          |
| 19. März 2022                                          | Sprint Freistil                                        | Simen Myhre                                            | Gjøran Tefre                                           | Pål Trøan Aune                                         |
| 20. März 2022                                          | 15 km Freistil Massenstart                             | Jan Thomas Jenssen                                     | Magne Haga                                             | Iver Tildheim Andersen                                 |

### Gesamtwertung Männer
| Rang | Name                   | Punkte |
| ---- | ---------------------- | ------ |
| 1.   | Mattis Stenshagen      | 335    |
| 2.   | Magne Haga             | 257    |
| 2.   | Ole Jørgen Bruvoll     | 257    |
| 4.   | Gjøran Tefre           | 247    |
| 5.   | Lars Agnar Hjelmeset   | 245    |
| 6.   | Vebjørn Turtveit       | 241    |
| 7.   | Daniel Stock           | 231    |
| 8.   | Iver Tildheim Andersen | 217    |
| 9.   | Eirik Sverdrup Augdal  | 190    |
| 10.  | Eirik Mysen            | 179    |

| Rang | Name                    | Punkte |
| ---- | ----------------------- | ------ |
| 11.  | Simen Myhre             | 173    |
| 12.  | Sindre Bjørnestad Skar  | 164    |
| 13.  | Pål Trøan Aune          | 158    |
| 14.  | Sondre Ramse            | 152    |
| 15.  | Erland Kvisle           | 147    |
| 16.  | Gaute Kvåle             | 143    |
| 17.  | Sindre Grønflaten       | 142    |
| 18.  | Harald Østberg Amundsen | 140    |
| 18.  | Hugo Jacobsson          | 140    |
| 20.  | Henrik Dønnestad        | 135    |

| Rang | Name                | Punkte |
| ---- | ------------------- | ------ |
| 21.  | Johan Tjelle        | 134    |
| 22.  | Karl-Johan Westberg | 125    |
| 23.  | Ville Ahonen        | 124    |
| 24.  | Jan Thomas Jenssen  | 122    |
| 25.  | William Poromaa     | 120    |
| 25.  | Didrik Tønseth      | 120    |
| 25.  | Mikael Gunnulfsen   | 120    |
| 28.  | Sivert Wiig         | 115    |
| 29.  | Andreas Fjorden Ree | 110    |
| 30.  | Jonas Vika          | 109    |

## Frauen

### Resultate
| 1. Scandinavian Cup in Beitostølen, 10. bis 12. Dezember 2021 | 1. Scandinavian Cup in Beitostølen, 10. bis 12. Dezember 2021 | 1. Scandinavian Cup in Beitostølen, 10. bis 12. Dezember 2021 | 1. Scandinavian Cup in Beitostølen, 10. bis 12. Dezember 2021 | 1. Scandinavian Cup in Beitostølen, 10. bis 12. Dezember 2021 |
| ------------------------------------------------------------- | ------------------------------------------------------------- | ------------------------------------------------------------- | ------------------------------------------------------------- | ------------------------------------------------------------- |
| Datum                                                         | Disziplin                                                     | Erster Platz                                                  | Zweiter Platz                                                 | Dritter Platz                                                 |
| 10. Dezember 2021                                             | 10 km klassisch                                               | Silje Theodorsen                                              | Marte Skaanes                                                 | Berit Mogstad                                                 |
| 11. Dezember 2021                                             | Sprint klassisch                                              | Anna Svendsen                                                 | Julie Myhre                                                   | Hedda Østberg Amundsen                                        |
| 12. Dezember 2021                                             | 10 km Freistil                                                | Silje Theodorsen                                              | Karoline Simpson-Larsen                                       | Maren Wangensteen                                             |

| 2. Scandinavian Cup in Falun, 7. bis 9. Januar 2022 | 2. Scandinavian Cup in Falun, 7. bis 9. Januar 2022 | 2. Scandinavian Cup in Falun, 7. bis 9. Januar 2022 | 2. Scandinavian Cup in Falun, 7. bis 9. Januar 2022 | 2. Scandinavian Cup in Falun, 7. bis 9. Januar 2022 |
| --------------------------------------------------- | --------------------------------------------------- | --------------------------------------------------- | --------------------------------------------------- | --------------------------------------------------- |
| Datum                                               | Disziplin                                           | Erster Platz                                        | Zweiter Platz                                       | Dritter Platz                                       |
| 7. Januar 2022                                      | Sprint Freistil                                     | Jonna Sundling                                      | Maja Dahlqvist                                      | Moa Olsson                                          |
| 8. Januar 2022                                      | 10 km klassisch                                     | Jonna Sundling                                      | Marte Skaanes                                       | Moa Olsson                                          |
| 9. Januar 2022                                      | 10 km Freistil                                      | Jonna Sundling                                      | Maren Wangensteen                                   | Karoline Simpson-Larsen                             |

| 3. Scandinavian Cup in Otepää, 11. bis 13. Februar 2022 | 3. Scandinavian Cup in Otepää, 11. bis 13. Februar 2022 | 3. Scandinavian Cup in Otepää, 11. bis 13. Februar 2022 | 3. Scandinavian Cup in Otepää, 11. bis 13. Februar 2022 | 3. Scandinavian Cup in Otepää, 11. bis 13. Februar 2022 |
| ------------------------------------------------------- | ------------------------------------------------------- | ------------------------------------------------------- | ------------------------------------------------------- | ------------------------------------------------------- |
| Datum                                                   | Disziplin                                               | Erster Platz                                            | Zweiter Platz                                           | Dritter Platz                                           |
| 11. Februar 2022                                        | Sprint Freistil                                         | Moa Lundgren                                            | Johanna Hagström                                        | Magni Smedås                                            |
| 12. Februar 2022                                        | 20 km klassisch                                         | Marte Skaanes                                           | Moa Lundgren                                            | Silje Theodorsen                                        |
| 13. Februar 2022                                        | 10 km klassisch                                         | Hedda Østberg Amundsen                                  | Marte Skaanes                                           | Silje Theodorsen                                        |

| 4. Scandinavian Cup in Akureyri, 19. und 20. März 2022 | 4. Scandinavian Cup in Akureyri, 19. und 20. März 2022 | 4. Scandinavian Cup in Akureyri, 19. und 20. März 2022 | 4. Scandinavian Cup in Akureyri, 19. und 20. März 2022 | 4. Scandinavian Cup in Akureyri, 19. und 20. März 2022 |
| ------------------------------------------------------ | ------------------------------------------------------ | ------------------------------------------------------ | ------------------------------------------------------ | ------------------------------------------------------ |
| Datum                                                  | Disziplin                                              | Erster Platz                                           | Zweiter Platz                                          | Dritter Platz                                          |
| 19. März 2022                                          | Sprint Freistil                                        | Amalie Håkonsen Ous                                    | Jasmin Kähärä                                          | Magni Smedås                                           |
| 20. März 2022                                          | 15 km Freistil Massenstart                             | Marte Skaanes                                          | Karoline Simpson-Larsen                                | Magni Smedås                                           |

### Gesamtwertung Frauen
| Rang | Name                    | Punkte |
| ---- | ----------------------- | ------ |
| 1.   | Marte Skaanes           | 444    |
| 2.   | Karoline Simpson-Larsen | 301    |
| 3.   | Hedda Østberg Amundsen  | 298    |
| 4.   | Silje Øyre Slind        | 294    |
| 5.   | Silje Theodorsen        | 283    |
| 6.   | Magni Smedås            | 268    |
| 7.   | Julie Myhre             | 242    |
| 8.   | Maren Wangensteen       | 233    |
| 9.   | Amalie Håkonsen Ous     | 205    |
| 10.  | Berit Mogstad           | 203    |

| Rang | Name                     | Punkte |
| ---- | ------------------------ | ------ |
| 11.  | Sofia Henriksson         | 199    |
| 12.  | Lovisa Modig             | 190    |
| 13.  | Margrethe Bergane        | 185    |
| 14.  | Jonna Sundling           | 180    |
| 15.  | Kristin Austgulen Fosnæs | 174    |
| 16.  | Tiril Liverud Knudsen    | 152    |
| 17.  | Maria Nordström          | 151    |
| 18.  | Moa Lundgren             | 144    |
| 18.  | Emma Kirkeberg Mørk      | 144    |
| 18.  | Julie Bjervig Drivenes   | 144    |

| Rang | Name             | Punkte |
| ---- | ---------------- | ------ |
| 21.  | Vilma Nissinen   | 138    |
| 22.  | Moa Hansson      | 137    |
| 23.  | Anna Svendsen    | 126    |
| 24.  | Guro Jordheim    | 123    |
| 25.  | Eveliina Piippo  | 115    |
| 26.  | Synne Arnesen    | 114    |
| 27.  | Johanna Hagström | 113    |
| 28.  | Ingrid Hallquist | 109    |
| 28.  | Lisa Vinsa       | 109    |
| 30.  | Mari Nordlunde   | 108    |